# 129318 Sarahschlieder
129318 Sarahschlieder è un asteroide della fascia principale. Scoperto nel 2005, presenta un'orbita caratterizzata da un semiasse maggiore pari a 2,7796919 UA e da un'eccentricità di 0,0799042, inclinata di 1,09578° rispetto all'eclittica.